# Capella del Remei (Manresa)
La Capella del Remei és una petita capella barroca del primer quart del s.XVII que es troba al municipi de Manresa (Bages). Està protegida com a bé cultural d'interès local.

## Descripció
Església d'una sola nau d'estructura rectangular amb capçalera lleugerament còncava. El sostre està cobert amb una volta en forma de canó, enguixada, que reposa directament sobre els murs laterals. La capella mesura 8'5 m de llarg per 6'5 m, d'ampla aproximadament. L'interior és a pedra vista excepte el sostre, el cor és posterior a l'època de construcció de l'edifici. A ambdós costats dels murs s'obra una fornícula d'estructura rectangular.
El portal, a migdia, presenta forma allindanada; sobre d'aquest hi ha una petita fornícula amb la imatge de la verge del Remei. La façana acaba amb un campanar d'espadanya força enlairat amb relació a l'alçada general de la capella. Dues finestres de mig punt i adovellades a l'est i un ull de bou al sud són els punts d'il·luminació del recinte. L'aparell és obrat amb carreus ben disposats en filades, i solament presenta arrebossat a la part alta del lateral dret exterior.

## Història
Va construir-se dins el primer quart del s.XVII (abans de 1621), en el lloc conegut fins llavors com "Altiplà" o "Roquer d'Amigant", i que a partir d'aquest segle es començà a conèixer amb el nom de "raval del Remei". Una clàusula testamentària del 18-VIII-1621 revela el nom del fundador: el ballester manresà Gaspar Picalquers, que l'escollí com a sepultura d'ell i de la seva família. El 2-VII-1627 els seus familiars cediren la capella als Trinitaris, però diferents ordes religiosos de la ciutat s'oposaren a l'establiment d'una nova ordre a Manresa; i així el 2-VI-1632 aconseguien de Roma l'expulsió dels Trinitaris d'aquell lloc. El capítol de la Seu reclamà els drets sobre la capella en estar aquesta dins la seva parròquia i n'aconseguí la cessió el 26-V-1637. El 1861 s'hi feren algunes reformes. Sofrí les conseqüències de la Guerra Civil. El febrer del 1986 fou acabada la seva restauració. Avui es troba en molt bon estat de conservació i és una capella que té vida.